# Woodbine (Kansas)
Woodbine és una població dels Estats Units a l'estat de Kansas. Segons el cens del 2000 tenia 207 habitants.

## Demografia
Segons el cens del 2000, Woodbine tenia 207 habitants, 76 habitatges, i 51 famílies. La densitat de població era de 570,9 habitants/km².
Dels 76 habitatges en un 42,1% hi vivien nens de menys de 18 anys, en un 60,5% hi vivien parelles casades, en un 7,9% dones solteres, i en un 31,6% no eren unitats familiars. En el 25% dels habitatges hi vivien persones soles el 5,3% de les quals corresponia a persones de 65 anys o més que vivien soles. El nombre mitjà de persones vivint en cada habitatge era de 2,72 i el nombre mitjà de persones que vivien en cada família era de 3,42.
Per edats la població es repartia de la següent manera: un 35,7% tenia menys de 18 anys, un 3,9% entre 18 i 24, un 29,5% entre 25 i 44, un 21,7% de 45 a 60 i un 9,2% 65 anys o més.
L'edat mediana era de 35 anys. Per cada 100 dones de 18 o més anys hi havia 104,6 homes.
La renda mediana per habitatge era de 27.813 $ i la renda mediana per família de 32.857 $. Els homes tenien una renda mediana de 25.313 $ mentre que les dones 20.625 $. La renda per capita de la població era de 12.709 $. Entorn del 14,3% de les famílies i el 16,4% de la població estaven per davall del llindar de pobresa.

## Poblacions més properes
El següent diagrama mostra les poblacions més properes.